# Calephelis virginiensis
Calephelis virginiensis är en fjärilsart som beskrevs av Gray 1832. Calephelis virginiensis ingår i släktet Calephelis och familjen Riodinidae. Inga underarter finns listade i Catalogue of Life.

## Bildgalleri

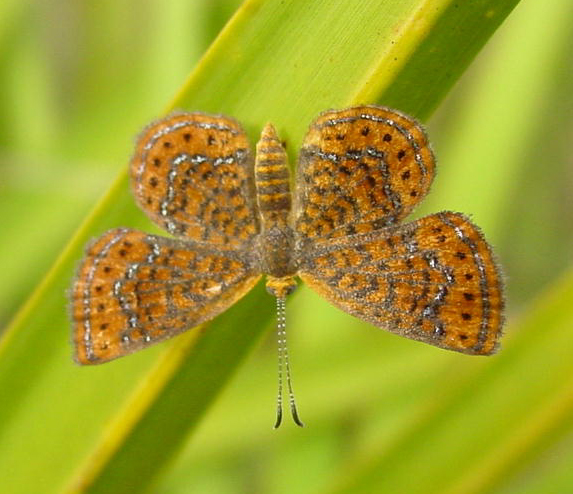